# 拉马尔蒂尔
拉马尔蒂尔（法語：La Martyre，法語發音：[la maʁtiʁ]）是法国菲尼斯泰尔省的一个市镇，属于布雷斯特区。

## 地理
拉马尔蒂尔（48°26'54"N, 4°9'33"W）面积18.01 平方千米，位于法国布列塔尼大區菲尼斯泰尔省，该省份为法国最西部的省份，位于布列塔尼半岛西部，北西南三面环大西洋，东临阿摩尔滨海省和莫尔比昂省。
与拉马尔蒂尔接壤的市镇（或旧市镇、城区）包括：拉罗什莫里斯、庞克朗、普卢迪里、圣于尔班、特雷夫莱韦内兹、勒特雷乌。

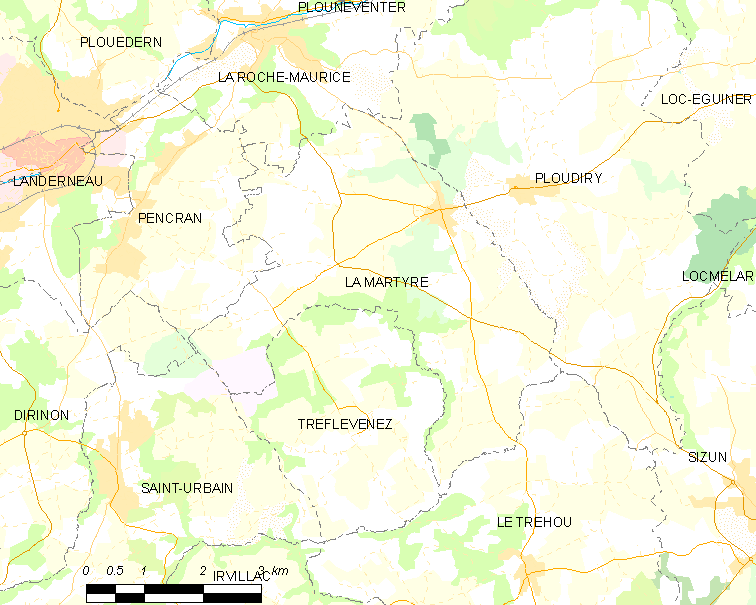
拉马尔蒂尔的OSM定位图

拉马尔蒂尔的时区为UTC+01:00、UTC+02:00（夏令时）。

## 行政
拉马尔蒂尔的邮政编码为29800，INSEE市镇编码为29144。

## 政治
拉马尔蒂尔所属的省级选区为蓬德比莱基梅尔县。

## 人口

1962-2008年间拉马尔蒂尔人口变化图示

拉马尔蒂尔于2022年1月1日时的人口数量为756人。